# Akvarium

Valhaj i världens största akvarium, Georgia Aquarium i Atlanta i USA.

Ett akvarium är en vattenbehållare som är avsedd att hysa fiskar eller andra vattenlevande djur och eller växter för prydnad, odling eller forskning.

## Etymologi
Ordet akvarium kommer från latinets aquarium, med betydelsen plats där vatten finns. Ordet är en sammanslagning av adjektivformen aquarius av aqua (vatten) och ändelsen -arium som betyder plats för.
En person som ägnar sig åt akvarium och akvariefiskar som hobby kallas för akvarist och hobbyn kallas akvaristik.

## Typer

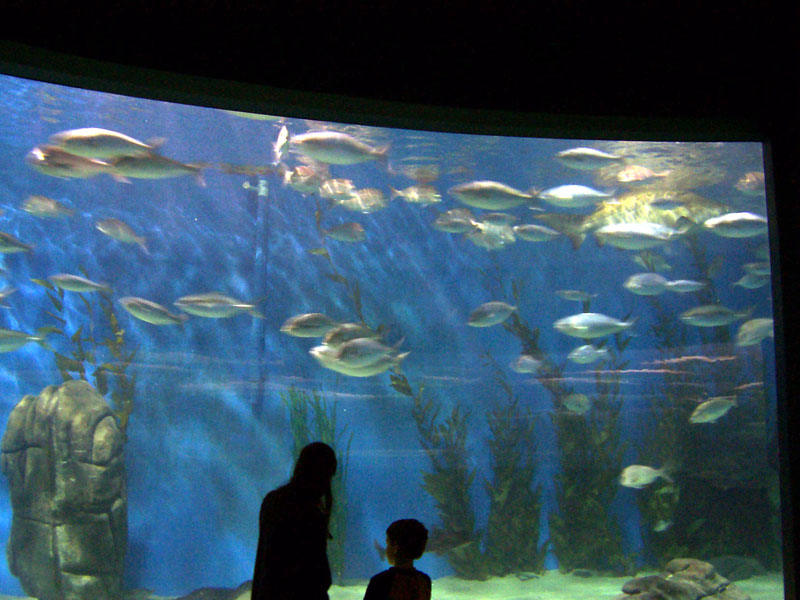
Melbourne Aquarium, i Melbourne, Australien.

Akvarier indelas i olika typer. En typ är de akvarium som man har hemma som sällskap eller hobby. Denna typ av akvarium kan kallas hemakvarium. En annan typ av akvarium är de stora vattenanläggningar som har som syfte att verka som djurpark.
Akvarier indelas också i söt- och saltvattensakvarier. Skillnaden är vilken biotop inredningen och invånarna i akvariet är hämtad ifrån. Ytterligare en indelning syftar till att skilja ut akvaterrarier, det vill säga akvarier med en landdel. Dessa är till för amfibiska djur som salamandrar, vattensköldpaddor och andra så kallade herptiler. Ett äldre ord för akvaterrarium, som ibland fortfarande används inom facklitteratur, är paludarium.
En annan typ av akvarium är växtakvarium där fokus ligger på att skapa ett vackert akvarium med mycket växter. Nära relaterat är aquascaping där fokus ligger på att skapa ett vackert "landskap", i ett akvarium.
Nanoakvarium är en typ av akvarium med väldigt liten vattenvolym.
En liknande behållare som ett akvarium men helt utan vattendel kallas terrarium.

### Hemakvarium

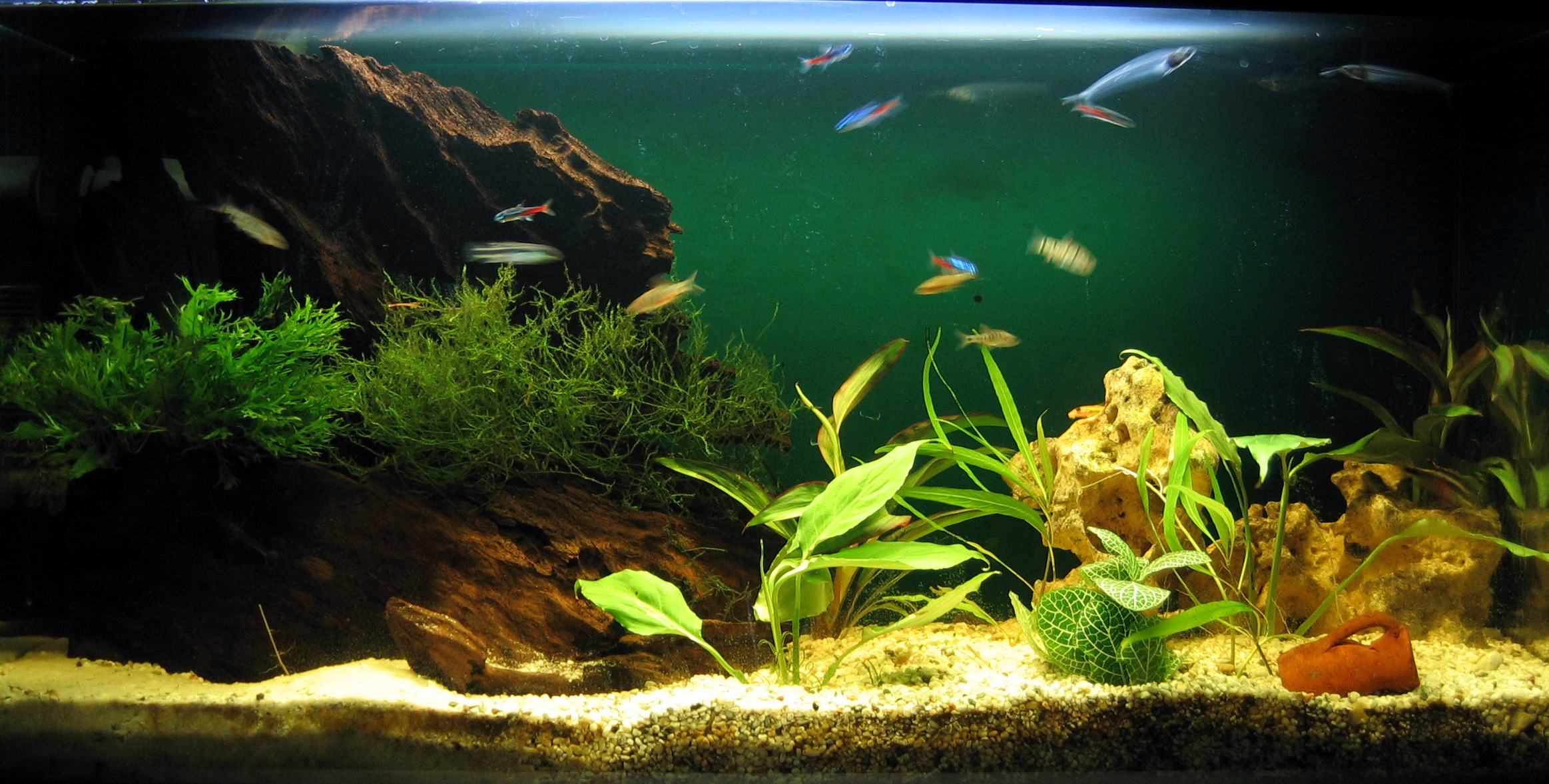
Ett hemakvarium.

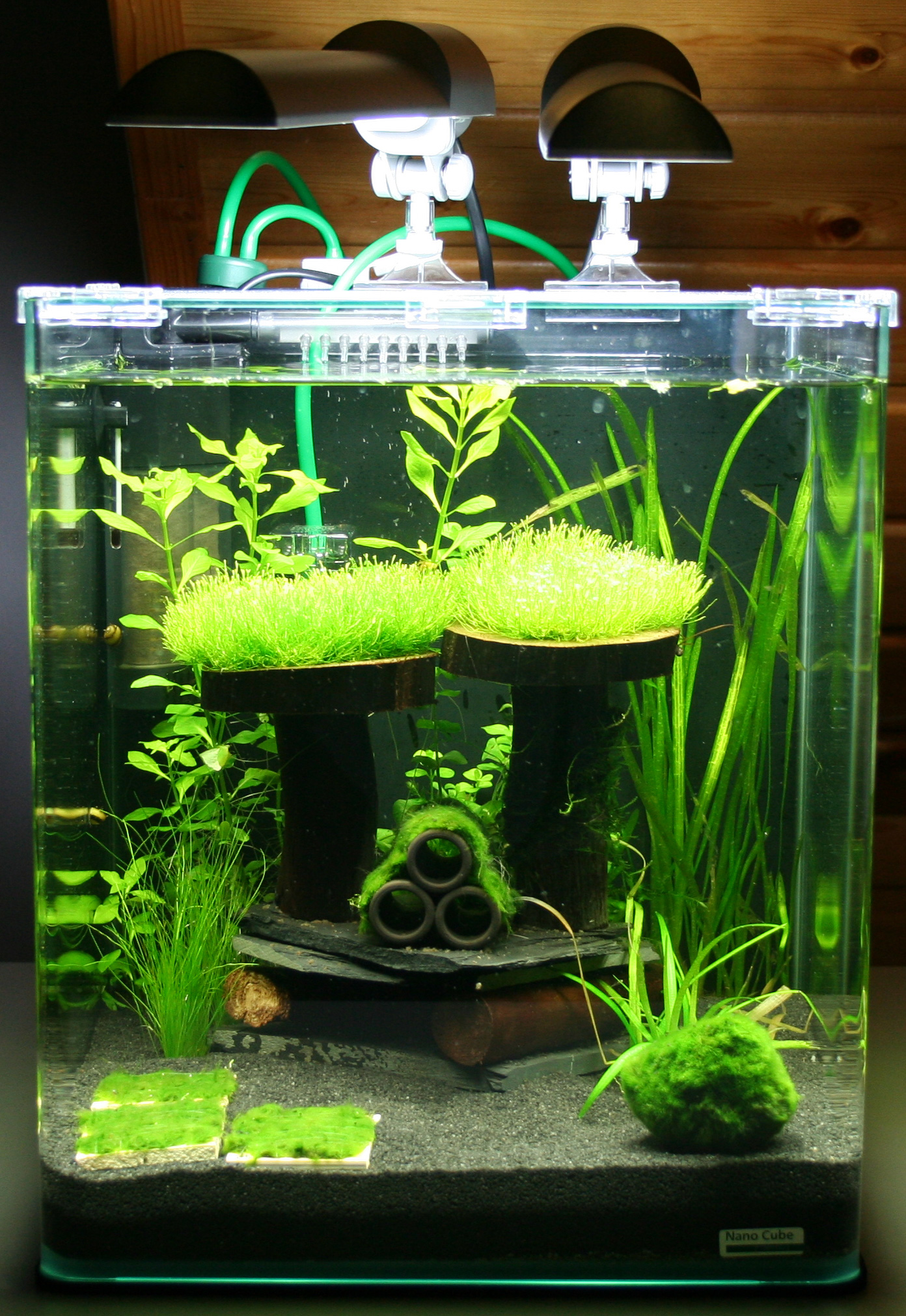
Nanoakvarium.

Det klassiska hemakvariet är ett rätblock med väggar av glas. Normalt är höjden något lägre än djupet. Med djupet menas avståndet från framsida till baksida. Längden på akvariet är ofta ungefär dubbelt så lång som djupet. Anledningen till formatet är att man vill ha en stor framsida och i regel en stor yt- och bottenarea. Eftersom vattnet till största delen syresätts via vattenytan är det fördelaktigt om vattenytan är så stor som möjligt i förhållande till den sammanlagda volymen, och en botten täckt med grus kan agera som substrat för mikrobiologiska processer som är nödvändiga för ett biologiskt kretslopp, samt hålla fast rötterna hos vattenväxter.
Glasskivorna på moderna akvarier är nästan alltid sammanfogade av silikon. Att sammanfoga glasen på äldre vis med kitt förekommer numera ytterst sällan. När silikonet introducerades som lim och fogmassa revolutionerade detta samtidigt akvariehobbyn, det blev då betydligt lättare att bygga egna akvarier och framför allt att hålla dem täta. Akvarier har ändå ofta en ram, av estetiska skäl. Moderna akvarier har ofta aluminiumram. Tidiga akvarium kunde ha ramar av trä eller metall.
De vanligaste volymerna för hemakvarium ligger i området 50 till 540 liter. Större akvarier är ofta specialbyggen. Glasskålar kan saluföras som behållare för fiskar i vissa länder, men små och klotformade akvarier är förbjudna av djurskyddsskäl i andra länder, till exempel i flera europeiska länder. I juni 2005 blev det olagligt i Sverige att hålla exempelvis guldfiskar i glasskål. I Sverige ska enligt Jordbruksverket volymen i ett akvarium vara minst 40 liter och att hålla fiskar i klotformade akvarium är i regel inte tillåtet.
Vattentrycket mot glasrutorna beror på höjden på akvariet – den så kallade tryckhöjden – och även i viss mån volymen. Därför har större akvarier tjockare glas. Vanliga glastjocklekar för hemakvarium är 4–6 mm. Riktigt stora akvarier kan ha mer än 10 mm i glastjocklek.
När man beräknar volymen hos ett akvarium så räknar man på innermåtten, det vill säga hur mycket vatten det rymmer men oftast ser man beräkningar på yttermåtten när det gäller stora akvarier och skillnaden mellan inner- och yttermått är liten.

### Sötvattensakvarium
Sötvattensakvarium brukar delas in i några olika underkategorier.
- Sällskapsakvarium, där olika arter av fiskar och växter från ett eller flera olika geografiska områden hålls tillsammans. Förutsättningen är arterna trivs under liknande förhållanden och fungerar tillsammans.
- Växtakvarium, där tonvikten läggs på olika vattenväxter. Växtakvarium inreds ofta med en botten av jord, torv, grus, bränd lera eller en kombination av dessa, samt, utöver vattenväxterna, annan inredning i form av stenar och trädrötter, typiskt mangrove.
- Biotopakvarium, där man vill efterlikna en speciell del av naturen, en biotop, exempelvis Malawisjöns eller Tanganyikasjöns klippstränder med deras ciklider. Klippstrandsakvarium som vill efterlikna dessa biotoper brukar inredas med bottengrus och olika stenar.
- Artakvarium, ett akvarium där man håller en speciell art, exempelvis pirayor, som sällan kan hållas med andra fiskarter.
- Kallvattensakvarium, som namnet säger ett akvarium med kallare vatten för att hålla fiskarter som trivs i kallare vatten (i motsats till tropiska akvarium och tropiska fiskar). Även fiskar som sommartid bor i trädgårdsdammar, till exempel guldfisk, kan i klimat med kalla vintrar behöva övervintra inomhus i ett kallvattensakvarium (skulle en trädgårdsdamm under vintern bottenfrysa eller få syrebrist, dör fiskarna).
- Specialakvarium, som kan efterlikna exempelvis en strid bäck med kraftigt vattenflöde, en av tidvatten påverkad strandremsa eller andra speciella miljöer. Hit räknas också karantänsakvarium, yngelakvarium, lekakvarium, och andra akvarium med särskilda ändamål.

Kombinationer är inte ovanliga, då gränserna mellan olika typer inte är absoluta. Sällskaps- och växtakvarier brukar ofta vara kombinerade. Ett utpräglat malawiakvarium med en biotopriktig inredning kan vara både ett biotop- och ett artakvarium. Har man det placerat som blickfång i sitt vardagsrum är det inte heller fel att benämna det som ett sällskapsakvarium. Dessa exempel visar att de olika kategorierna är ganska ungefärliga.

### Saltvattensakvarium

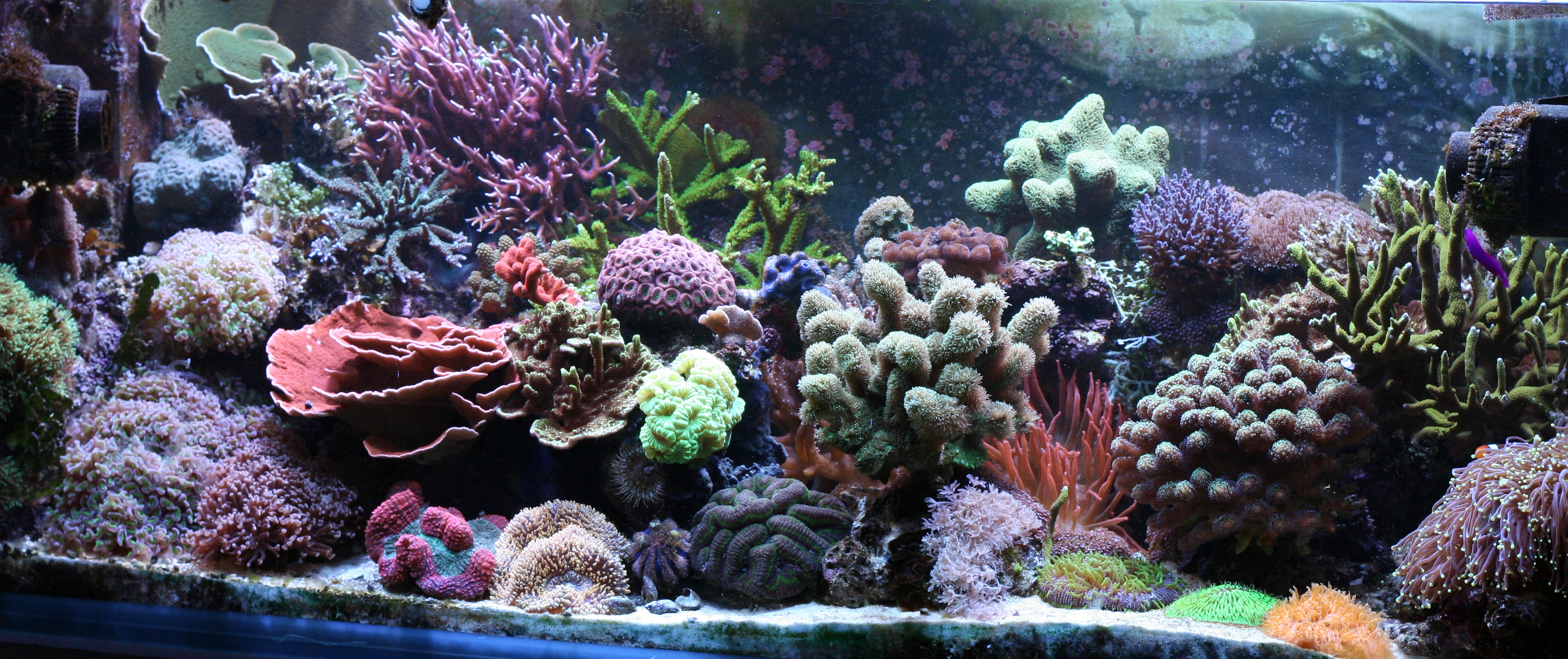
Ett saltvattenakvarium (440 l) i hemmiljö.

Ett saltvattensakvarium är något svårare och framför allt dyrare att sköta och bygga upp än ett sötvattensakvarium. Orsaken till detta är de ofta innehåller arter från korallrev och korallrev i naturen håller mycket konstanta värden då de ligger vid ekvatorn (nästan årstidsfritt) och har gott om utbytesvatten (oceanvis) i jämförelse med sjöar och floder som ofta är smutsiga, årstidsberoende och har i högsta grad varierande förhållanden. Då ett större akvarium är lättare att hålla stabilt än ett mindre brukar ett vanligt rekommenderat minimivärde på volym vara cirka 200 liter. Det är dock fullt möjligt med så kallade mini- eller nanorev i nanoakvarium. Entusiasterna brukar dock anse det vara värt mödan och pengarna med det annorlunda akvarium som korallerna och de färgrika fiskarna ger.
Saltvattensakvarium kan som sötvattensakvarium vara ett sällskapsakvarium eller inredas som ett biotopakvarium eller artakvarium.
Även om det är vanligast att saltvattensakvarium i hemmiljö försöker efterlikna tropiska korallrev finns det också akvarister som har saltvattensakvarium i form av kallvattenakvarium för att hålla fiskarter från tempererade vatten.

### Artakvarium

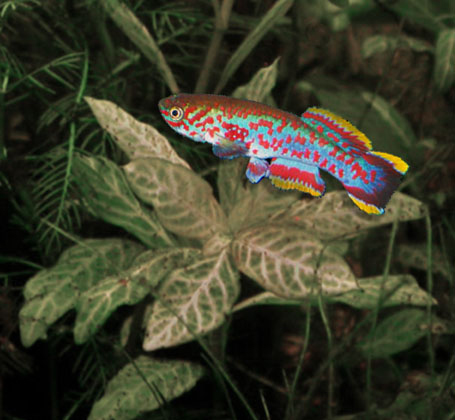
Äggläggande tandkarpar som till exempel denna Fundulopanchax gardneri nigerianus kan vara känsliga och ha svårt att hävda sig mot andra fiskarter, och lämpar sig därför ofta bäst i artakvarier

Ett artakvarium är ett akvarium där man bara håller en art av akvariefisk eller annat vattenlevande djur. Vanligtvis omfattar begreppet inte växter, utan flera arter av akvarieväxter kan hållas i samma artakvarium som djurarten.
Artakvarier kan exempelvis vara lämpliga för fisk- och djurarter som har särskilda krav på vattnets beskaffenhet – såsom dess temperatur, pH-värde eller vattenhårdhet – eller för arter som har särskilda krav på foder eller är extremt aggressiva.

## Inredning

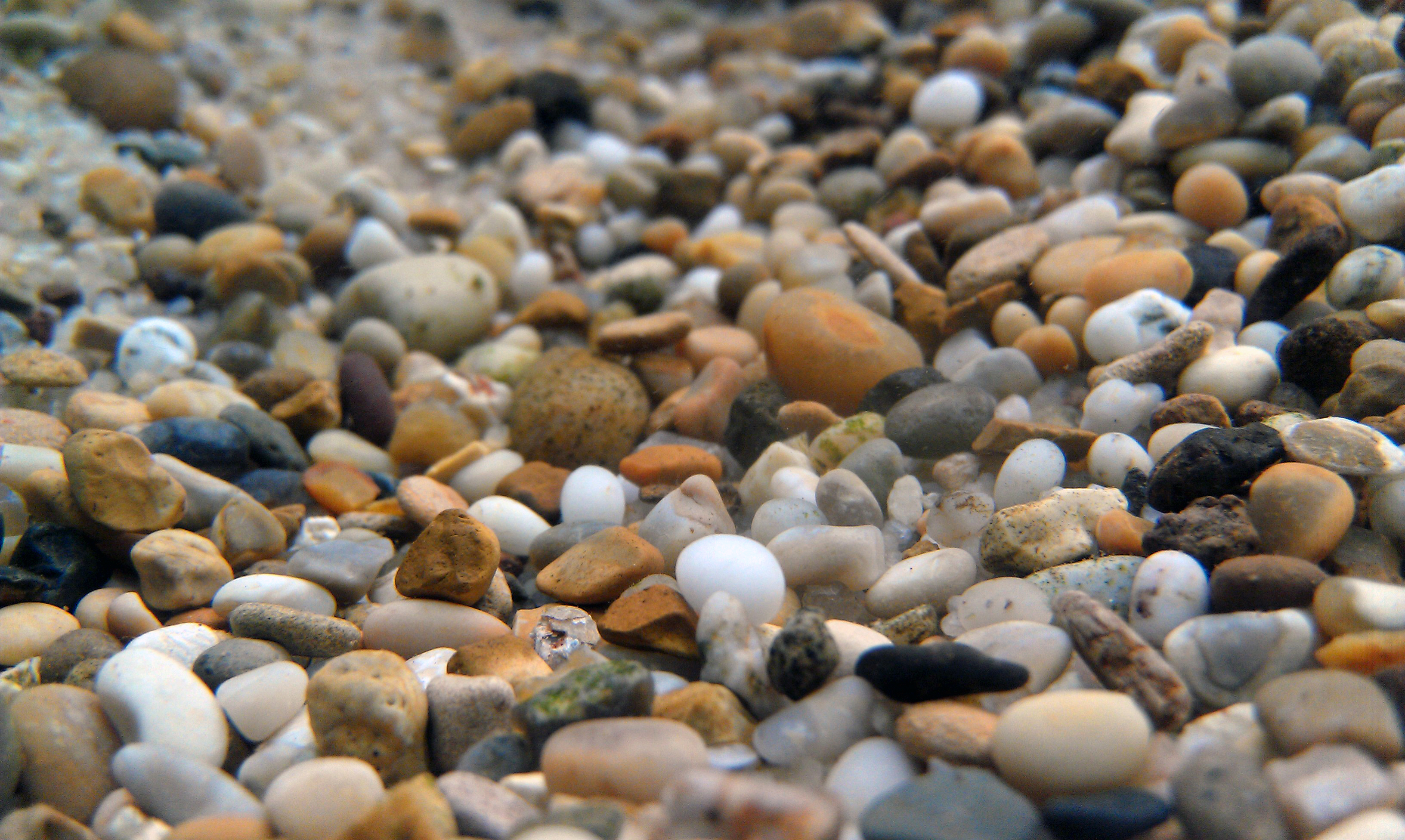
Grus på botten av ett sötvattensakvarium.

Typisk inredning i ett akvarium består av:
- Bottensubstrat. Substratet tjänar flera syften utöver det rent dekorativa. I de undre lagren bildas med tiden bakterier som bidrar i förmultningsprocessen av döda växtdelar, fiskbajs, foderrester och annat som annars skulle försämra vattenkvaliteten. Växters rötter växer i bottensubstratet och kan utvinna näringsämnen ur den mulm som bildas. Bottensubstratet har även en viktig funktion för vissa fiskar och andra invånare som använder det till att gräva ett bo, gömma sig i eller leta efter mat. Grus, småsten, sand, jord, bränd lera, eller en kombination av dessa är vanligt förekommande. Yngelakvarium, lekakvarium, akvarium som används som karantän och andra specialakvarier har ofta inget bottensubstrat alls, eller ett endast bestående av glaskulor. Detta för att underlätta att hålla en mer steril miljö eller för att underlätta kläckning av ägg från romspridande fiskarter. Bottensubstratet kan även innehålla pH-justerande innehåll, som till exempel kalksten eller torv.
- Växter. Vattenlevande växter, sumpväxter eller flytväxter är möjliga att ha i ett akvarium. I akvariehandeln förekommer det många växter som bara klarar av att vara nedsänkta under vatten en begränsad tid. Det är få växter som enbart kan överleva under vattenytan hela sitt liv, utan merparten har en undervattensform, som är anpassad efter de betingelser som råder under vattenytan. Två typiska anpassningar som undervattensformen kan ha är en anpassning till lägre nivåer av koldioxid, och anpassning av bladen till att näring finns tillgängligt löst i vattnet.
- Trädrötter. Vanligt förekommande är mangrove och redmoor. Mangroverötter har växt under vatten under hela sin växttid. De kommer från träsk och avger inga farliga ämnen, och emedan de har mycket tätväxande ved med dålig förmåga att binda gaser, flyter de inte upp till ytan. Akvaristen eftersträvar att använda träslag med en tätväxande ved för att minska träets flytförmåga och för träet inte ska förmultna alltför snabbt i akvariet. Trädrötter är mestadels för dekorativa syften, men är nödvändiga för att hålla vissa arter av malar (till exempel den grupp malar som inom akvariehobbyn trivialt kallas plecostomus eller "pleco").
- Stenar. Används för dekorativa syften, för att efterlikna invånarnas naturliga habitat eller för att skapa hålor och gömmor för invånarnas trivsel.
- Artificiell inredning. I handeln förekommer det moduler av plast som efterliknar en biotop och som används nedsänkt i akvariet som bakgrund. Annan artificiell inredning, som till exempel krukor och modeller av olika föremål är också vanligt förekommande i handeln.

## Fiskar

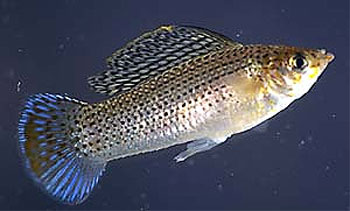
Hane av segelfensmolly. Att det är en hane kan man se på att den har ett gonopodium, vilket honorna saknar.

Akvariefiskar är de fiskar, som genom sin storlek, härdighet, och förökningssätt, klarar sig bra i akvarier och därför brukar hållas i akvarium. En betydelse för vilka fiskar som kommit att bli vanliga som akvariefiskar har också ofta vackra färger och eller ett i övrigt intressant yttre. I allmänhet rör det sig om tropiska arter vilka kan odlas i stora antal till låg kostnad. Innan de tropiska arterna dök upp på den europeiska marknaden fångade akvaristerna ofta själva mindre och härdiga arter som spigg, elritsa, bitterling och dammruda som de höll med mer eller mindre framgång i så kallade vivarier eller (ofta hemgjorda och ganska spartanska) akvarier. Den första tropiska akvariefisken som importerades till Europa var makropoden eller paradisfisken (en labyrintfisk) som började odlas av Paul Matte i Tyskland i början av 1800-talet. Den centralasiatiska guldfisken som kom tidigare räknas inte som tropisk.

### Andra djur
I såväl sötvatten som saltvattensakvariet kan man ha andra djur utöver fiskarna. Det kan röra sig om olika mindre skaldjur såsom räkor, krabbor och mindre arter av kräftor. Sniglar och snäckor brukar man få in i akvariet ofrivilligt men det finns större arter av snäckor som är önskvärda av vissa akvarister. I sötvattensakvarier ser man emellanåt olika mindre grodarter men här gäller det att se till att dessa får en liten bit "land" att vila på. Saltvattensakvarister med intresse för korallrev kan ha olika koralldjur i sitt akvarium. Har man andra djur än fiskar i akvariet gäller det att se till att dessa djur och fiskarna fungerar tillsammans. Det finns många akvariefiskar som gärna äter små djur, som räkor.

## Skötsel

Nitrifikationscykeln i akvarier.

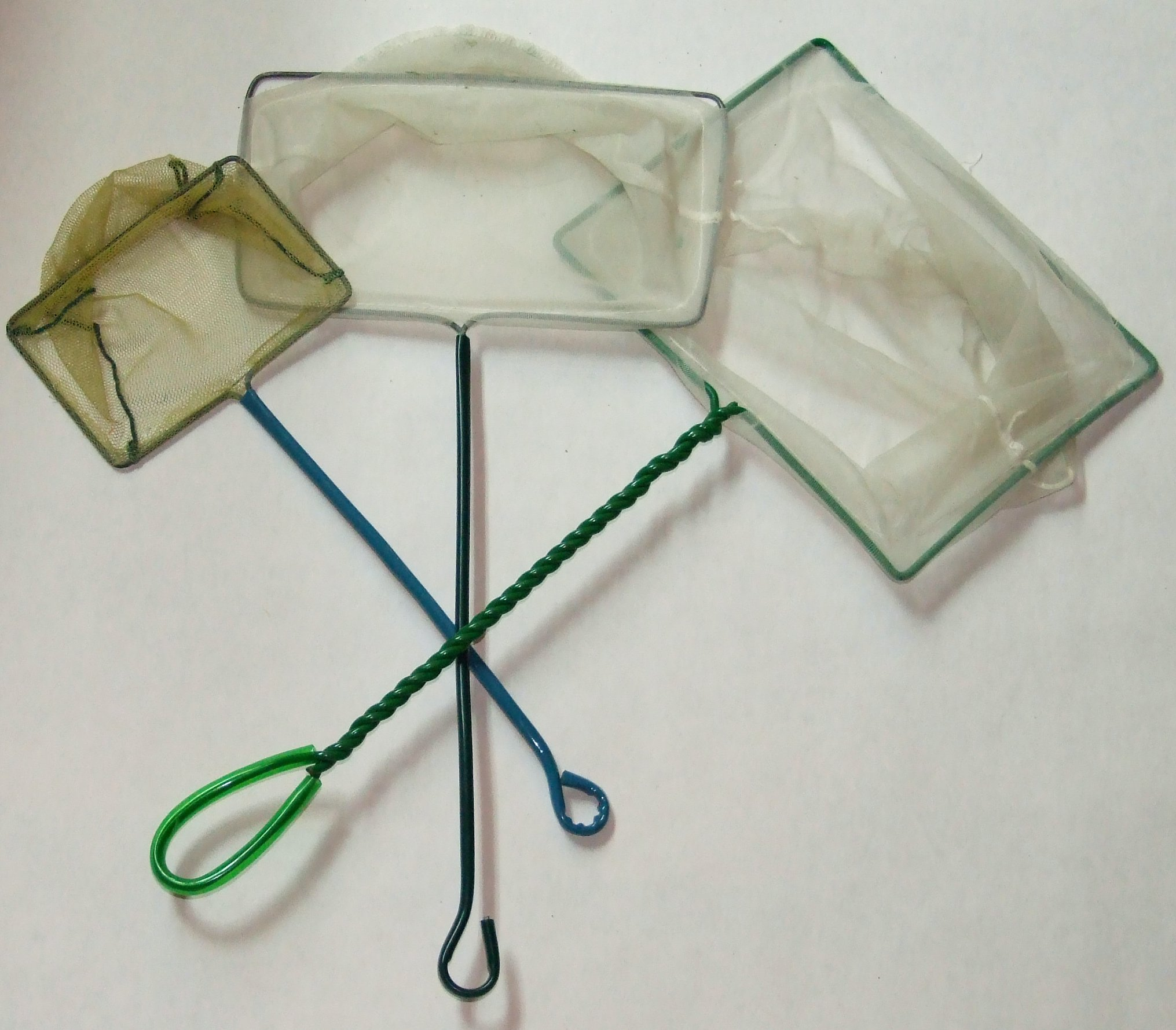
Exempel på håvar för akvariefiskar.

Till skötseln av ett akvarium hör tillsyn och matning av fiskarna, tillsyn av den utrustning som behövs för akvariet, tillsyn av förhållandena i akvariet (som test av pH-värde och halt av ammoniak och ammonium) samt rengöring av akvariet. Detta avsnitt avser i huvudsak den allmänna skötseln av ett genomsnittligt hemakvarium. Stora akvarieanläggningar (för allmänheten) måste skötas av professionell personal och skötsel av sådana behandlas inte. 

### Utrustning
Till akvariet hör utrustning såsom akvarievärmare, akvariefilter och luftpump, akvarietermometer, akvariebelysning, pH-mätare, bakgrund, håv, algskrapa och andra verktyg för att göra rent akvariet, samt hinkar för vattenbyte. En proteinskummare hör till den vidare utrustning som behövs för saltvattensakvarium. 

### Värmare
En doppvärmare, som är den vanligaste typen av akvarievärmaren för hemakvarium, är ett rör med värmetrådar som verkar som ett temperaturstyrt element. Den håller vattentemperaturen över en viss nivå, som går att ställa in med hjälp av en inbyggd termostat. För att kontrollera vattentemperaturen ska alla akvarier ha en termometer.

### Filtrering
Det behövs ett filter för att hålla bra värden i akvarievattnet. Normala värden är 6–8 i pH-värde och mjukt till medelhårt vatten, beroende på vilka fiskar det gäller. Idén med filtrering är att driva vattnet genom ett filtermaterial för att fånga upp makroskopisk smuts och ge plats för mikroskopiska nedbrytningsprocesser som renar vattnet. Idag använder de flesta akvaristerna så kallade innerfilter – en elmotordriven pump, ofta med en skumgummipatron, som sitter helt inne i akvariet. Så kallade ytterfilter, som då befinner sig utanför akvariet, med slangar till och från det samma, förekommer också, men mest i större akvarium. Risken för läckage ökar med ett ytterfilter då slangar med anslutningar kan utgöra en riskfaktor. Fördelen med ytterfilter är annars att man kan fylla detta med olika slags filtermaterial, både biologiska och rent mekaniska. Ett tredje filteringsalternativ är att suga ner vattnet genom bottengruset och upp genom ett rör till ytan igen – ett så kallat bottenfilter. Bottenfilter är numera dock mindre vanliga och anses av många akvarister som svårskötta, man resonerar som så att det är lättare att göra rent och hålla efter ett filtermaterial i ett inner- eller ytterfilter än att göra rent akvariets bottenmaterial. Det har också visat sig vara svårt att göda akvarieväxterna då man har ett bottenfilter. Det förekommer också filtrering med aktivt kol, vilket tar bort vissa gifter eller missfärgningar i vattnet. Noteras ska dock att när man filtrerar med aktivt kol så är det under begränsad tid, eftersom man också tar bort nyttiga delar, så som näring till växterna. Smutsen från filtreringen kommer oftast från döda växtrester, avföring från fiskarna samt överblivet foder.
Fluidiserad sandbädd är ett biologiskt filter vid rening av dricksvatten, men principen används också av en del akvarister. Principen är ett kraftigt vattenflöde genom ett lämpligt material, för akvarium vanligtvis sand, som då blir fluidiserad och beter sig som vätska då sandkornen blir separerade av vatten – som i kvicksand eller likvifaktion vid jordbävningar. Den sammanlagda ytan på sandkornen blir mångdubbelt större än i andra biologiska filter och blir tillgänglig för kolonisation med gynnsamma bakterier.

### Belysning

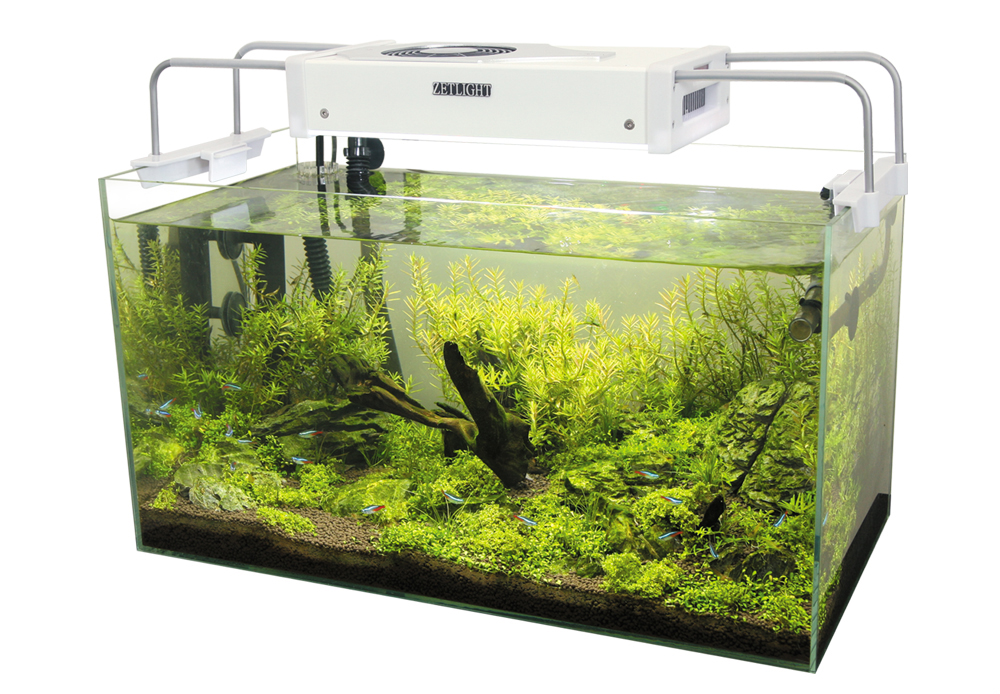
Akvarium med LED-belysning.

Som belysning för hemakvarier används idag vanligen LED-belysning. Bland andra typer av belysningar som använts inom akvariehobbyn kan nämnas lysrörsramp, med ett för akvarium anpassat ljusspektra på lysrören för att gynna vattenväxterna, vilket var vanligt för hemakvarier före LED-belysning kom, samt metallhalogenlampor, kvicksilverlampor och till och med vanliga glödlampor. Men ljuskällor innehållande kvicksilver och vanliga glödlampor har under 2000-talet förbjudits i många länder, däribland i EU, och är under utfasning, detta av miljö- och energiskäl. I akvaristisk mening ger metallhalogenlamporna mycket ljus per inmatad effekt, som lyfter fram både fiskarna och växternas färger bra, men då metallhalogenlamporna är på hög effekt drar de också mycket ström. Kvicksilverlampor gick att få i rätt färgtemperaturer för att lyfta fram växternas färger bra, men var inte så bra för fiskarnas. Glödlamporna användes för sin billighet men var ingen bra typ av belysning, de är för ljussvaga för att användas till annat än ganska små akvarier. Dessutom avges en stor del av glödlampors energi i form av värme snarare än ljus, vilket kan göra det svårt att erhålla en jämn vattentemperatur i akvariet. När lågenergilampor kom ut på marknaden kom det även sådana som ett alternativ för akvarier, som har en mer fördelaktig färgtemperatur än vanliga glödlampor, då lågenergilamporna ger mer ljus och mindre värme i förhållande till inmatad effekt. 
Ett täckglas över akvariet förhindrar att det uppstår kontakt mellan det elektriska i belysningen och vattnet. Det begränsar även avdunstningen och hindrar fiskarna från att kunna hoppa ut. Det finns numera belysningsarmaturer för akvarier med kapslingsklassning (IP-klassning), som tål fukt, varför täckglas kan uteslutas, men då bör man tänka på hoppande fiskar och avdunstningen.

### Rengöring

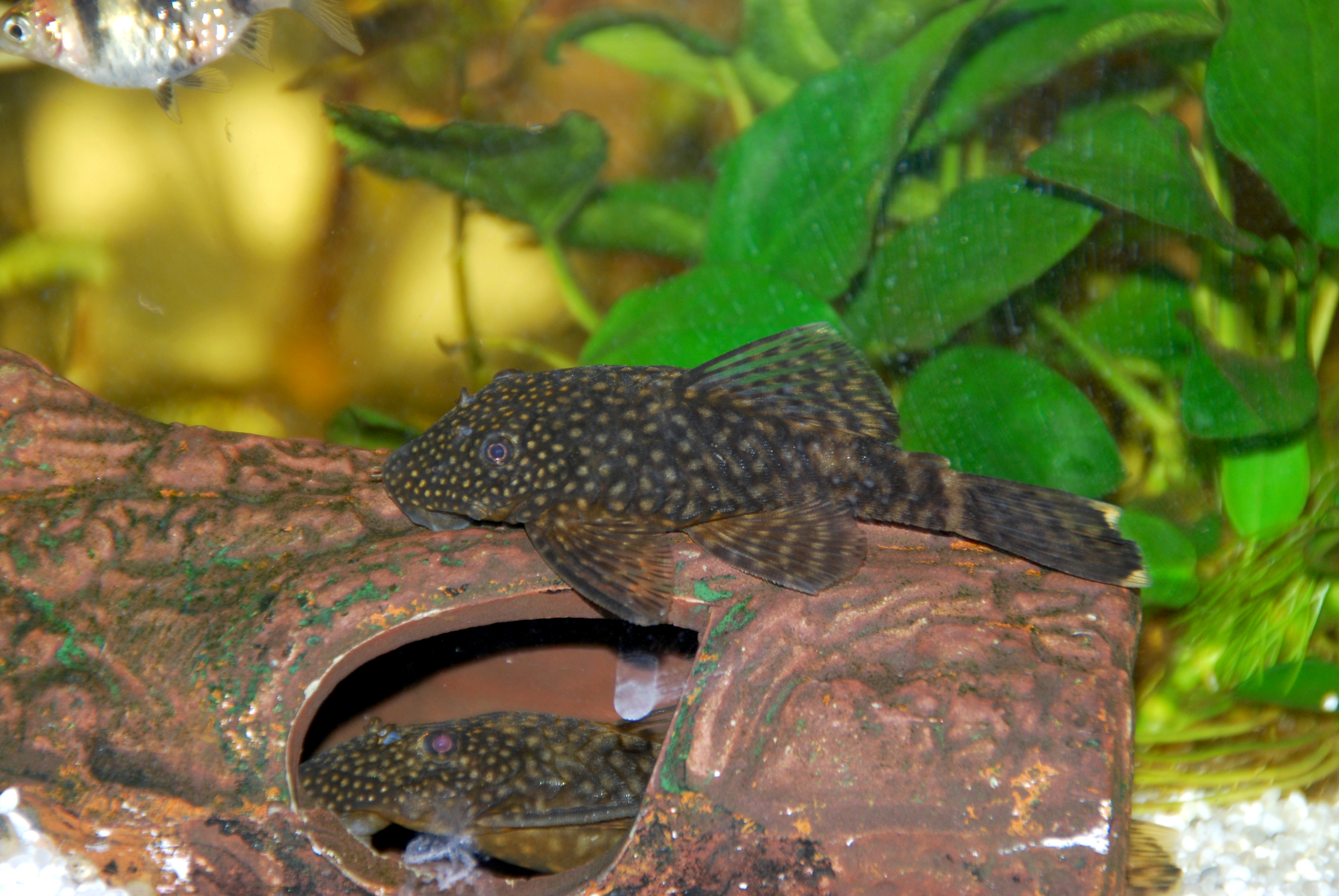
Ancistrus sp. i akvarium, kan äta alger.

För att göra rent akvariet behövs förutom en algskrapa eller algmagnet, för att få bort alger från glaset, en slang och en hink eller två. Akvaristen använder slangen som hävert för att suga upp smuts ur bottengruset och för att tömma ut vatten ur akvariet. Med vattenbytet tar man bort urin och avföringsrester. Traditionellt rekommenderas så kallade delvattenbyten i akvariet, och en bra regel för ett vanligt akvarium är att byta maximalt en tredjedel av vattnet varje vecka. Detta för att fiskar och växter inte mår bra av fluktuerande vattenvärden. Tätare byten kan behövas ifall det är ett mindre akvarium med känsliga fiskar. Poängen med delvattenbyten är att alla fiskar omges av ett slemskikt som fungerar ungefär som hornlagret i människans hud, och alltså skyddar mot bakterier, parasiter och kemikalier. Slemskiktet anpassas till vattenkemin och vid varje vattenbyte är det därför viktigt att använda avkloreringsmedel (vattenberedningsmedel) så att vattenbytena inte gör att fiskarna tappar detta slemskikt, och följaktligen förlorar en stor del av sitt immunförsvar. Hos friska fiskar återställs visserligen slemskiktet inom ett par veckor men intill dess är de relativt oskyddade mot infektioner och parasiter. Det är alltid bättre att byta en liten del av vattenvolymen ofta, än att byta en större del mer sällan, eftersom det ger en relativt stabil vattenkemi och är skonsammast för fiskarnas slemskikt.
Men inom växtakvaristiken förekommer det att man byter hälften av vattnet regelbundet varje vecka, samt att man vid varje vattenbyte tillsätter en viss dos gödningsmedel. Detta syftar till att främja växterna genom att få stabila och förutsägbara vattenvärden och gödningsnivåer. Metoden brukar förkortas EI efter engelskans Estimative Index.

## Artspridning
Akvariehobbyn har påverkat miljön på olika sätt. En risk är artspridning, då en art som släpps ut i en natur där den inte naturligt förekommer kan bli en invasiv art. Tropiska fiskar klarar i allmänhet inte av kalla vintrar utomhus i dammar och liknande, men det finns exempel på fiskarter relaterade till akvariehobbyn som har hämtats från en del av världen och sedan släppts ut i en annan, i en för dem främmande miljö, men en de kunnat överleva, och då finns alltid risken att de blir invasiva arter med negativ påverkan på den ursprungliga floran och faunan. Guldfisk och koikarp är exempel på detta. Även för växter, och andra organismer, relaterade till akvariehobbyn, finns samma risk för artspridning.
I flera delstater i USA är det förbjudet att ha pirayor i utomhusdammar, då man är rädd att de kan sprida sig till naturliga vattendrag, där de skulle kunna överleva.